# Б'ютт (родовище)
Б'ютт (англ. Butte) — найбільше у світі родовище міді жильного типу. Розташоване в південно-західній частині штату Монтана (США). 

## Історія
До 1860-х років південно-західна Монтана була другим за величиною виробником золота та срібла в країні. Просто побічний продукт видобутку срібла, мідь була випадковою для шахт, які в основному займалися сріблом. У той час не було великого попиту на мідь, і місцеві мідні копальні в Мічигані забезпечували достатню пропозицію міді для країни. Видобуток золота і срібла був більш прибутковим, ніж видобуток міді. Їх родовища було легше видобувати, оскільки вони розташовувалися ближче до поверхні землі. Для виробництва міді Монтани були потрібні значні капіталовкладення та досвідчені шахтарі, оскільки мідна руда була сумішшю складних мідно-сірчаних мінералів, розташованих глибоко під землею. Комплексні сульфідні руди також вимагали технології переробки, якої не було в Монтані. Більшу частину руди відправляли для переробки в Балтімор або Суонсі, Уельс. Транспортування руди було дорогим і трудомістким. Мідним копальням Монтани було важко конкурувати з існуючими мідними шахтами в районі озера Верхнє в Мічигані, які видобували самородну або чисту мідь.
Відкриття і розвиток видобування міді на родовищі Б'ютт припадає на Золочене століття піднесення економіки США (англ. Gilded Age) — історично короткий період піднесення економіки США у 1865-1893. Родовище експлуатується з 1882 року. Королями мідновидобувної галузі на той час були промисловці Маркус Дейлі, Вільям А. Кларк, Джеймс Ендрю Мюррей і Ф. Август Хайнце. Вони були відомі епічними битвами, які велися в Б’ютті, штат Монтана, та навколишньому регіоні протягом Золотого віку за контроль над місцевою міднодобувною промисловістю. Це була конкурентна боротьба, яка мала наслідки не лише для Монтани, а й для Сполучених Штатів загалом. Боротьба між Кларком, Дейлі, Мюрреєм і Хайнцем, а пізніше між самим Хайнцем і фінансистами-промисловцями Вільямом Рокфеллером і Генрі Х. Роджерсом є значимим розділом в історії Монтани. 
У 1881 році, ірландський емігрант і потім відомий американський бізнесмен Маркус Дейлі заснував компанію Anaconda Copper Mining Company. Спершу він купив невелику шахту під назвою Anaconda у шт. Монтана. На той час він був співвласником, менеджером шахти та інженером срібної копальні «Аліса» у Вокервіллі, передмісті містечка Б'ютт. Під час роботи в Алісі він помітив значні обсяги високоякісної мідної руди. Дейлі отримав дозвіл на огляд прилеглих виробок. Після того, як його роботодавці, брати Вокер, відмовилися купити Анаконду, Дейлі продав свою частку в Алісі і купив шахту Анаконда сам. Він попросив додаткової підтримки у гірничого магната Сан-Франциско Джорджа Герста. Герст погодився купити одну чверть акцій нової компанії, не відвідуючи її. Під час видобутку срібла, що залишилося в його шахті, незабаром були розроблені величезні поклади міді, і Дейлі став мідним магнатом. Коли навколишні срібні копальні вичерпалися і закрилися, Дейлі скупив сусідні шахти, утворивши гірничодобувну компанію. Він побудував плавильний завод і з’єднав його з Б’юттом залізницею. Компанія Anaconda згодом володіла всіма шахтами на Б’ют-Гілл.
Згодом оригінальна компанія Дейлі, відома як Anaconda Copper, стала монополією, розширившись до четвертої за величиною компанії у світі наприкінці 1920-х років.
За 1880-2004 рр. видобуто 9 699 718 тонн міді

## Характеристика
Родовище належить до масиву верхньокрейдових кварцових монцонітів Б'ютт, що складають головну частину батоліту Боулдер. Площа родовища 20 км². У його межах, крім кварцових монцонітів і супутніх аплітів та пегматитів, поширені також штоки і дайки кварцових порфірів і більш молоді ріоліти.
Поклади руди Бьютт повністю лежать у композитному батоліті Боулдер, віком від 78 до 68 млн років тому в Монтані, США. Цей батоліт витягнутий загалом на північний північний північний схід-південний захід, обмежений на півночі лінією Льюїса та Кларка, а на півдні — розломом схід-захід, який позначає місцеву північну межу архейського кристалічного фундаменту. Тектонічний блок між цими двома структурними зонами був спорадично активним з середнього протерозою, в основному характеризуючись періодичним опусканням. Батоліт Боулдер переважно впроваджується в породи супергрупи середнього протерозойського поясу, і перекривається та частково впроваджується крейдовими вулканітами, які, у свою чергу, перекриваються андезитовими та ріолітовими третинними вулканітами дуг Чалліс і Тускарора (Meyer, et al., 1968) .
Родовище складається з великого числа жил, що групуються в плані у вигляді характерної структури типу «кінського хвоста». Головними є найбільш ранні великі тріщинні жили системи Анаконда — майже 8 км на глибині до 1500 м при середній потужності 6-9 м (до 30 м у роздувах). Інша, важлива в практичному відношенні система так званих «синіх» жил, які перетинають жили системи Анаконда з лівим горизонтальним зміщенням до 60 м. Довжина промислових ділянок найбільших жил 300—700 м за простяганням і 180—540 м за падінням при середній потужності 1,5-6,0 м. У рудах встановлено 66 мінералів, головні з них — кварц, пірит, енаргіт (на його частку припадає понад 50 % міді), борніт, халькозин, менш поширені — халькопірит, сфалерит, родохрозит, молібденіт, тенантит, галеніт, самородні срібло і золото. Енаргіт і сфалерит концентруються в основному в анакондських жилах.
Головна корисна копалина — мідь. За оцінками родовище містить 35 100 000 тонн міді. 

## Практика розробки родовища
У першій половині ХХ ст. родовище розроблялося підземним способом (глиб. до 1500 м) з магазинуванням і свердловинними технологіями.
З 1955 на ділянках розвитку зон зближених жил типу «кінського хвоста» застосовується відкритий спосіб розробки. На одному з таких ділянок діє кар'єр «Берклі» глиб. 330 м.
Понад 70 % видобутку мідних руд припадає на бідні руди прожилкових зон (вміст міді в рудах 0,67 %). У 1975-77 рр. добувалося 90—100 тис. т міді на рік. Залишкові запаси родовища оцінюються в 3 млн т міді при її вмісті в руді 0,6—4,5 %.
Руда переробляється на збагачувальній фабриці продуктивністю 42 тис. т руди на добу.
Родовище значною мірою відпрацьоване. З початку експлуатації на ньому видобуто понад 500 млн т руди (1980), з якої вилучено бл. 9 млн т міді, понад 2 млн т цинку, 1,7 млн т марганцю, бл. 400 тис. т свинцю, 20 тис. т срібла і 80 т золота, а також значна кількість кадмію, бісмуту, арсену, селену і телуру.
Anaconda Mining Company об'єдналася з Atlantic Richfield Co. (ARCO) у 1977 році.
У 1985 році холдинги ARCO були придбані мільярдером з Монтани Деннісом Вашингтоном. Він, зокрема, очолює американську компанію з видобутку міді та молібдену — Montana Resources.

## Інтернет-ресурси
- Butte, Continental, Berkely, Anaconda Vein/ Montana, USA [Архівовано 12 квітня 2021 у Wayback Machine.]
- Continental/Butte, Porphyry copper deposit. mrdata.usgs.gov. Архів оригіналу за 23 травня 2021. Процитовано 23 травня 2021.